# Primera División Femenina de Venezuela 2023
La temporada 2023 de la Primera División de Venezuela conocida como la Liga FUTVE FFEM1 es la 2.ª edición de la Primera División Femenina de Venezuela desde su creación en 2022. El torneo lo organiza la Liga FUTVE bajo la supervisión de la Federación Venezolana de Fútbol.
Un total de 9 equipos participan en la competición.

## Sistema de juego
La Asamblea General Extraordinaria de la Liga FUTVE aprobó las normas reguladoras de la temporada 2023 y así quedó establecido que el torneo único empezaría el 4 de junio, con la participación de 9 clubes y un formato revisado debido a la reducción en el número de equipos aprobados.
La temporada 2023, que se extiende de forma continua hasta la última semana de octubre, contempla dos instancias de competición: una Fase de Grupos que se juega con el sistema «2 Grupos» a dos vueltas, en total son 8 jornadas; para el grupo B 6 para el Grupo A. una Fase Final en la que se disputa un cuadrangular para definir la Campeona del Torneo; y una Final absoluta, a partido único, con organización de la Liga FUTVE y en la sede del club que haya quedado en mejor posición al cierre de la fase regular.

## Datos de los clubes
Grupo A
| Academia Puerto Cabello                   | Puerto Cabello | Bandera de Venezuela | Complejo Deportivo Socialista | 6000   | Givova      |
| Deportivo Táchira                         | San Cristóbal  | Alexis Duque         | Polideportivo de Pueblo Nuevo | 38 755 | Attle       |
| Estudiantes de Mérida                     | Mérida         | Bandera de Venezuela | Metropolitano de Mérida       | 42 200 | New Arrival |
| Zamora FC                                 | Barinas        | Yllenys Pérez        | Agustín Tovar                 | 25 500 | RS          |
| Datos actualizados al 10 de mayo de 2023. |                |                      |                               |        |             |

Grupo B
| ADIFFEM                                   | Miranda  | Ezequiel Moreno  | Futsal Park de Los Samanes   | 6000   | Givova      |
| Carabobo                                  | Valencia | Dayana Farías    | Polideportivo Misael Delgado | 10 400 | New Arrival |
| Caracas                                   | Caracas  | Gimino Tropiano  | Olímpico de la UCV           | 20 900 | RS          |
| Metropolitanos                            | Caracas  | Heidy Acevedo    | Olímpico de la UCV           | 20 900 | RS          |
| Monagas                                   | Maturín  | Denimar Carvajal | Monumental de Maturín        | 51 796 | RS          |
| Datos actualizados al 10 de mayo de 2023. |          |                  |                              |        |             |